# لوئیس کودی
لوئیس کودی (انگلیسی: Lewis Coady؛ زادهٔ ۲۰ سپتامبر ۱۹۷۶) بازیکن فوتبال است.
از باشگاه‌هایی که در آن بازی کرده‌است می‌توان به باشگاه فوتبال دونکستر راورز اشاره کرد.